# Mont Blanc du Tacul
Der Mont Blanc du Tacul ist ein 4248 m hoher Berg in den französischen Alpen.
Er befindet sich in den Savoyer Alpen in der Mont-Blanc-Gruppe zwischen dem Mont Blanc und der Aiguille du Midi. Die Talorte für Besteigungen des Gipfels sind Chamonix und Courmayeur.

## Geschichte
Die erste nachgewiesene Besteigung des Mont Blanc du Tacul erfolgte am 8. August 1855 durch Charles Hudson, als dieser, nachdem er ursprünglich den Mont Blanc als Ziel gehabt hatte, den Gipfel über den Col du Midi erstieg. Man geht allerdings davon aus, dass Bergführer aus Chamonix bereits 1854 oder früher im Jahr 1855 den Gipfel zusammen mit James Ramsay erreichten.

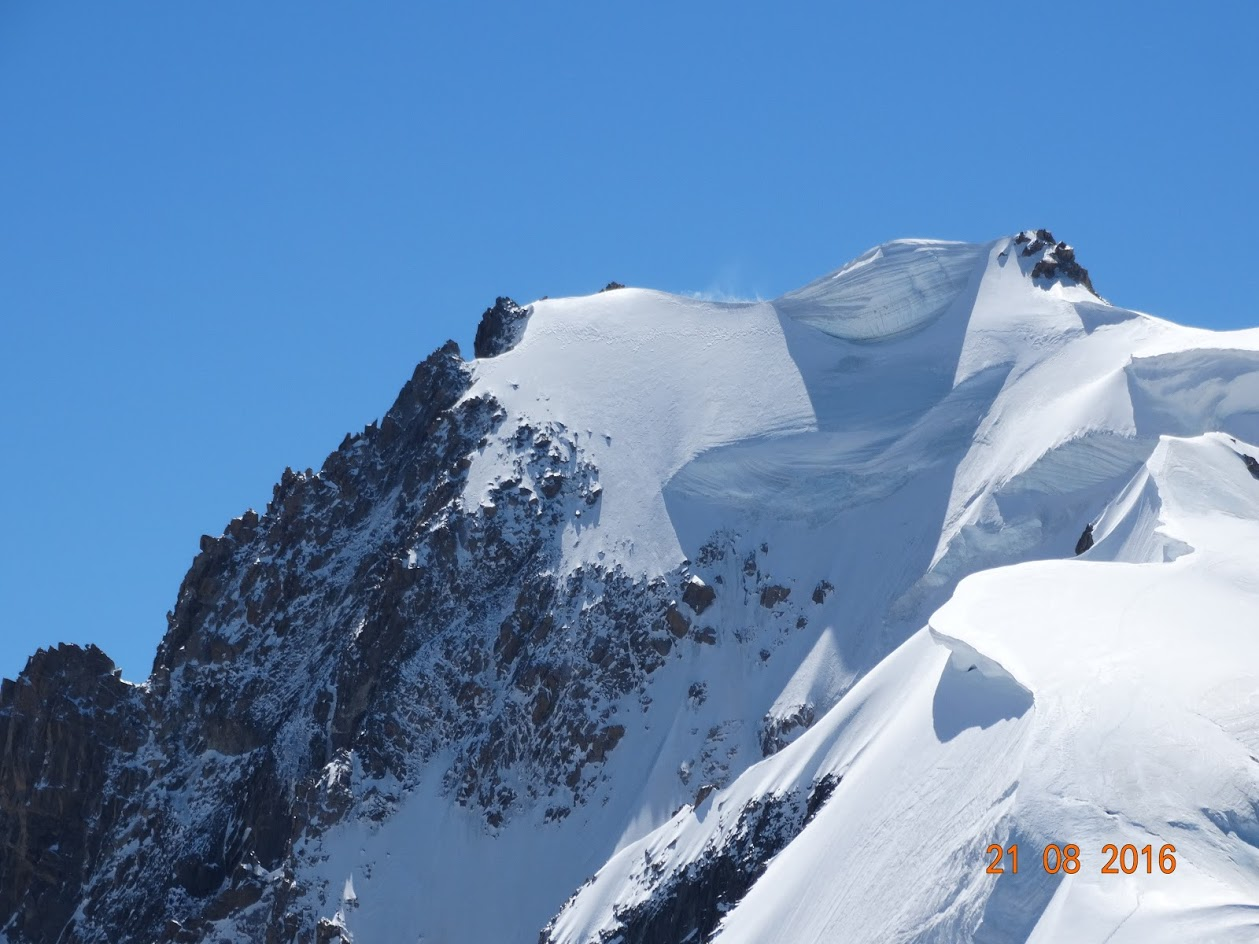
Mont Blanc du Tacul (Blick von der Aiguille du Midi)

## Routen
Der Normalweg startet bei der Aiguille du Midi (3842 m) oder der Cosmique-Hütte (3613 m). Von dort erfolgt der Aufstieg zunächst als Abstieg auf den Gletscher und über diesen zur Nordwestflanke. Durch diese auf die Westschulter und in einer ¼ Stunde auf den Gipfel. Der Anstieg bietet Schwierigkeiten im Schwierigkeitsgrad WS bzw. PD und Steilheiten bis 40°. 3–4 Stunden von der Aiguille du Midi.
Der Normalweg ist Bestandteil der Überschreitung von der Aiguille du Midi zum Mont Blanc. Daher wird der Mont Blanc du Tacul oft im Rahmen dieser Bergfahrt (auch im Abstieg vom Mont Blanc) erstiegen. Außerdem ist der Anstieg im Winter und Frühjahr als Skitour durchführbar.
Alle anderen Anstiege auf den Mont Blanc du Tacul sind wesentlich schwieriger als der Normalweg. Bekannt sind der Boccalatte- und der Gervasutti-Pfeiler sowie der Südostgrat (auch Teufelsgrat) mit den Aiguilles du Diable, fünf eigenständigen Felsnadeln über 4000 Meter Höhe, von der Turiner Hütte auf der italienischen Seite des Berges aus. Der Berg weist, auch wegen seiner Nähe zur Seilbahn, eine große Fülle an Nordwandtouren auf, die zu den am häufigst begangen des Mont Blanc Massiv gehören. Neben den kürzeren Touren am Triangle du Tacul wie dem Chéré Couloir (D), gibt es am Hauptgipfel auch einige Extremklassiker wie das Supercouloir (ED-).